# Ifanadiana
Ifanadiana är en ort i Madagaskar.   Den ligger i regionen Vatovavy Fitovinanyregionen, i den centrala delen av landet, 270 km söder om huvudstaden Antananarivo. Ifanadiana ligger 433 meter över havet och antalet invånare är 17 543.
Terrängen runt Ifanadiana är platt åt sydväst, men åt nordost är den kuperad. Ifanadiana ligger nere i en dal. Runt Ifanadiana är det ganska glesbefolkat, med 28 invånare per kvadratkilometer. Det finns inga andra samhällen i närheten. I omgivningarna runt Ifanadiana växer i huvudsak städsegrön lövskog.